# 日向未南
日向未南（日语：／ Hinata Minami，1月24日—）是日本女聲優，隸屬於AXL ONE。

## 相關經歷
出生於福島縣。幼年時期透過《羅密歐的藍天》，對「少年」這樣的角色產生了感動，認為只要成為聲優，即使是成年的女性，也能一直保持對少年心靈的思考和憧憬，因此志願成為聲優。
畢業於專業學校後，加入由聲優森川智之擔任代表的聲優經紀公司Axel One旗下的培訓機構Axel Zero。之所以選擇Axel Zero，是因為除了森川外，她崇拜的聲優折笠愛和三瓶由布子也在Axel One工作。
在該培訓機構的試音中，她表現出對森川的敬仰，主動提出演唱了一首無伴奏的歌曲。對此，森川既認可了日向的歌唱才能，又感受到她的熱情，表示希望能直接指導她。
在Axel Zero，她接受了來自森川等人的指導，培養了在思考成為聲優的同時進行表演的技能，並於2019年加入Axel One。
在成為聲優的首年，她將自己的目標設定為「演繹堅持自己意志的角色」。

## 配音作品

### 電視動畫
2020年
- 妖怪學園Y 〜第N類接觸〜（清田テツ、前野ゼン、豪萬豪萬蛇 スグル〈6歲〉、阿南〈少年〉、二之宮廣、橫分ヒロノリ、矢追ジュンジ、學生、男學生、女學生、兄弟子、放送部學生）
- 蠟筆小新（幼兒園兒童B）

2021年
- 本田小狼與我（學生）
- 持續狩獵史萊姆三百年，不知不覺就練到LV MAX（藍龍C）
- 魔卡派對（史梅爾）
- 百萬噸級武藏（日下部早紀、茅野佳子、貓）
- 國王排名（波吉[1][2]）
- TSUKIPRO THE ANIMATION 2（大〈幼年〉）

2022年
- 自稱賢者弟子的賢者（露米娜莉亞[3][4]）
- 終末的後宮（黑衣人A）
- SPY×FAMILY間諜家家酒（伊甸學院學生）
- OVERLORD IV（女弟子、雪女）
- 被勇者隊伍開除的馭獸使，邂逅了最強種的貓耳少女（孩子C）
- 點滿農民相關技能後，不知為何就變強了。（少年）

2023年
- 不相信人類的冒險者們好像要去拯救世界（ジョナサン）
- 弦音－相繫的一射－（桐先高中社員）
- 國王排名 勇氣的寶箱（波吉[5]）
- 地獄樂（幼年弔兵衛）
- 我內心的糟糕念頭（木下）
- 七魔劍支配天下（女學生B）
- AI電子基因（同學A）
- 公司的小小前輩（智）
- 柚木家的四兄弟（柚木尊〈幼年〉）
- SPY×FAMILY間諜家家酒 Season 2（伊甸學院學生）
- 家裡蹲吸血姬的鬱悶（萊茵茲沃斯〈少年〉）

2024年
- 因為不是真正的夥伴而被逐出勇者隊伍，流落到邊境展開慢活人生2nd（女）
- 反派千金等級99～我是隱藏頭目但不是魔王～（小孩）
- RINKAI！女子競輪（英语：リンカイ!）（熊本愛[6]）
- 吸血鬼男子宿舍（小孩路卡）
- 杖與劍的魔劍譚（威爾·賽爾佛特〈幼年〉）
- 義妹生活（田端由美）
- 秘密的偶像公主（來栖憐）
- 青春之箱

2025年
- Dr.STONE 新石紀 SCIENCE FUTURE（夏綠蒂[7]）
- 聖騎士之戰 -奮戰-：DUAL RULERS（小孩）
- WIND BREAKER—防風少年— Season 2（長門〈小學生〉）
- 紫雲寺家的兄弟姊妹（幼年新）
- 黑執事 綠之魔女篇（被驗者）
- 炎炎消防隊 參之章（班茲〈青年〉）
- 帝乃三姊妹意外地容易相處。（綾世優[8]）

### 劇場動畫
2023年
- 劇場版 鋼管公主!!（南曜昴[9]）

2025年
- MAKE A GIRL（幼少期水溜明[10]）

### 網路動畫
2022年
- 小太郎一個人生活（殿大人的孩子）

2023年
- 鋼管公主!!（南曜昴）

### 遊戲
2025年
- 寶可夢大師（梅洛可）

### 引用
1. ↑  月刊ニュータイプ 2021，第29頁.
2. ↑  . アニメ「王様ランキング」公式サイト.   [2021-11-08]. （原始内容存档于2021-06-10）.
3. ↑  PASH! 2021b，第40頁.
4. ↑  . TVアニメ『賢者の弟子を名乗る賢者』公式サイト.   [2021-11-08]. （原始内容存档于2022-06-07）.
5. ↑  . Comic Natalie. 2022-08-08  [2022-08-08]. （原始内容存档于2022-08-10） （日语）.
6. ↑  . 株式會社MIXI. 2023-11-27  [2023-11-27]. （原始内容存档于2023-11-30） （日语）.
7. ↑  . 動畫《Dr.STONE 新石紀》官方網站. 2025-03-20  [2025-03-20]. （原始内容存档于2025-04-22） （日语）.
8. ↑  . Comic Natalie. 2024-11-17  [2024-11-17]. （原始内容存档于2025-04-03） （日语）.
9. ↑  . Comic Natalie. 2023-04-02  [2023-04-02]. （原始内容存档于2023-04-02） （日语）.
10. ↑  . Comic Natalie. 2024-08-02  [2024-08-02]. （原始内容存档于2024-08-07） （日语）.

### 书目
- . アニメージュ (徳間書店). 2021-09, 44 (9): 52–53.
- . アニメージュ (徳間書店). 2021-11, 44 (11): 50–51.
- . 月刊ニュータイプ (KADOKAWA). 2021-11, 37 (11): 28–31.
- . PASH! (主婦と生活社). 2021-11, 15 (11): 55.
- . PASH! (主婦と生活社). 2021-12, 15 (12): 40–41.

## 外部連結
- 經紀公司個人資料頁（日語）
- 日向未南的X（前Twitter）（日語）